# Hadar (stiftelse)
Stiftelsen Hadar grundades 1989 och har som ändamål att främja integration av funktionshindrade i arbetslivet och samhället i övrigt genom utveckling och användning av informationsteknik. Föreningen SRF bildade 1976 bolaget SRF Förvaltning AB, som 1995 bytte namn till Iris och 2003 tog över Hadars verksamhet och bytte namn på koncernen till Iris Hadar.